# Кобров
Кобров (њем. Kobrow) општина је у њемачкој савезној држави Мекленбург-Западна Померанија. Једно је од 76 општинских средишта округа Пархим. Према процјени из 2010. у општини је живјело 487 становника. Посједује регионалну шифру (AGS) 13060040.

## Географски и демографски подаци
Кобров се налази у савезној држави Мекленбург-Западна Померанија у округу Пархим. Општина се налази на надморској висини од 35 метара. Површина општине износи 37,5 km². У самом мјесту је, према процјени из 2010. године, живјело 487 становника. Просјечна густина становништва износи 13 становника/km².